# Intelink
 (août 2021).

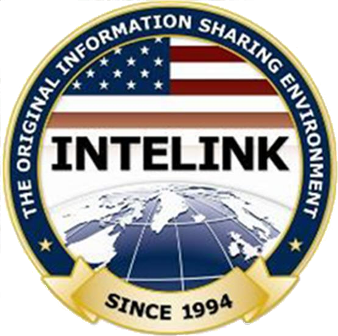
Logo d'Intelink

Intelink est un ensemble d'intranet sécurisés utilisé par la communauté du renseignement des États-Unis, plusieurs départements du gouvernement fédéral des États-Unis et des agences de renseignements d'autres pays. 

## Histoire
La première version d'Intelink apparaît en 1994 pour profiter des technologies d'Internet (toutefois, il n'est pas connecté à l'Internet public), pour faire la promotion des technologies de l'information et de la communication (TIC), offrir des services pour mieux diffuser le renseignement et augmenter la coordination entre organismes de renseignement américains. Il prend une telle ampleur qu'il devient essentiel au fonctionnement de la communauté du renseignement des États-Unis et de ses partenaires pour le partage d'information et pour la collaboration inter-agence. 
En 2021, Intelink maintient Intellipedia, propulsé par MediaWiki (le moteur de Wikipédia). Ce serait l'une des ressources documentaires essentielles à la communauté du renseignement des États-Unis. Intelink utilise WordPress pour son service de blog.

## Sous-réseaux
- Intelink-U (ou Intelink-SBU) est offert aux agences fédérales américaines et à certains États pour y publier des informations sensibles à circulation restreinte (sensitive but unclassified, SBU). Il rendrait plus fluide les échanges sur le renseignement d'origine source ouverte. C'est le successeur de l'Open Source Information System (en) (OSIS)[1],[2],[3].
- Intelink-S (Intelink-Secret ou Intelink-SIPRNet) est une variante à contenus confidentiels surtout utilisé par le département de la Défense des États-Unis, le département d'État des États-Unis et le département de la Justice des États-Unis. Les échanges réseau se font sur SIPRNet[1],[3].
- Intelink-TS (Intelink-SCI) est utilisé par la communauté du renseignement des États-Unis pour le partage d'informations secrètes. Les échanges réseau se font sur le Joint Worldwide Intelligence Communications System (en) (JWICS)[3],[4].
- Intelink-P (ou Intelink-PolicyNet) est maintenu par la Central Intelligence Agency en tant que seule source d'information à l'intention de la Maison-Blanche et quelques autres consommateurs de renseignement à accès très restreint. En 2007, il est plus souvent appelé « CapNet »[3],[5].
- Intelink-C (ou Intelink-Commonwealth) sert au partage d'informations secrètes entre les agences de renseignement des États-Unis, du Royaume-Uni, du Canada et de l'Australie. En 2007, il est plus souvent appelé Stone Ghost[3],[5].